# Bullitt County
Bullitt County är ett administrativt område i delstaten Kentucky, USA, med 82 231 invånare. Den administrativa huvudorten (county seat) är Shepherdsville. Countyt har fått sitt namn efter politikern Alexander Scott Bullitt. Från och med USA:s folkräkning 2020 är den mest folkrika staden Mount Washington.

## Geografi
Enligt United States Census Bureau har countyt en total area på 778 km². 775 km² av den arean är land och 3 km² är vatten. 

### Angränsande countyn
- Jefferson County - nord
- Spencer County - öst
- Nelson County - sydost
- Hardin County - sydväst